# Saint-Maurice-d'Ardèche
 Saint-Maurice-d'Ardèche  là một xã ở tỉnh Ardèche, vùng Auvergne-Rhône-Alpes ở đông nam nước Pháp.